# فرانک دلفینو
فرانک دلفینو (انگلیسی: Frank Delfino; ۱۳ فوریهٔ ۱۹۱۱ – ۱۹ فوریهٔ ۱۹۹۷) بازیگر اهل ایالات متحده آمریکا بود. وی بین سال‌های ۱۹۵۵ تا ۱۹۹۲ میلادی فعالیت می‌کرد.